# مجلة الطاقة المتجددة والمستدامة
مجلة الطاقة المتجددة والمستدامة هي مجلة للنشر المجاني والسريع لـتحكيم النظراء على الإنترنت فقط، حيث يمكّن من الوصول المفتوح، في مجلة علمية ينشرها المعهد الأمريكي للفيزياء حيث يتضمن معظم المجالات المتجددة والمجالات ذات الصلة بـالطاقة المستدامة والتي تنطبق على مجتمعات العلوم الفيزيائية والهندسة. تُنشر التقديمات عبر الإنترنت يوميًا وتُنظم في أعداد نصف شهرية. حيث تأسست المجلة في عام 2009. ومنذ عام 2019 قام رئيس التحرير "كارلوس إف إم كويمبرا" (جامعة كاليفورنيا سان دييغو) ونائبي التحرير واللذان هما "جان كليسل" (جامعة كاليفورنيا سان دييغو) و "راؤول كال" (جامعة ولاية بورتلاند). كما وتأسست المجلة من قبل رئيس التحرير المشارك "ب. كريج تايلور" (مدرسة كولورادو للمناجم) و"جون أ. تيرنر" (المختبر الوطني للطاقة المتجددة).

## التأثير
كان عامل التأثير للمجلة لعام 2021 هو 2.847.

## روابط خارجية
- الموقع الرسمي